# Nella quarta dimensione
Nella quarta dimensione (死神永生S,  Sǐshén yǒngshēngP, lett. "Morte immortale") è un romanzo di fantascienza del 2010 dello scrittore cinese Liu Cixin.
È il romanzo conclusivo della trilogia  Memoria del passato della Terra (地球往事S, Dìqiú wǎngshìP), ma i lettori cinesi di solito si riferiscono alla serie usando il titolo del primo dei romanzi che la compongono: Il problema dei tre corpi (三體T, 三体S, Sān tǐP, lett. "Tre corpi") vincitore del Premio  Hugo, il secondo romanzo della trilogia si intitola La materia del cosmo (黑暗森林S, Hēi'àn sēnlínP, lett. "La foresta oscura").

## Storia editoriale
Il romanzo è stato pubblicato nel novembre 2010 dalla Chongqing Publishing Company e quello stesso anno ha ricevuto il prestigioso Premio Yinhe (Galaxy) della fantascienza cinese.
Nel 2012 la CEPIEC (China Educational Publications Import and Export Corporation) ha dato l'incarico di tradurre in inglese The Three-Body Problem all'autore di fantascienza cino-americano Ken Liu, per il primo e l'ultimo volume e al traduttore Joel Martinsen per il secondo volume; nel 2013 è stato annunciato che la serie sarebbe stata pubblicata negli Stati Uniti dalla Tor Books e nel Regno Unito dalla Head of Zeus.
La traduzione inglese di Ken Liu è stata pubblicata dalla Tor Books nel 2016 e nel 2017 ha vinto il Premio Locus per il miglior romanzo di fantascienza ed è stata finalista al Premio  Hugo.
Le traduzioni di Liu e Martinsen dei romanzi contengono note a piè di pagina che spiegano i riferimenti alla storia cinese che potrebbero non essere familiari al pubblico internazionale.
Una traduzione in italiano dall'inglese di Benedetta Tavani è stata pubblicata nel 2018 dalla Mondadori.

## Trama
Il romanzo è diviso in sette parti, ad ogni parte della storia corrisponde una particolare Era: 
Era comuneè tutta l'epoca prima della scoperta della civiltà trisolariana. Il libro inizia con la Caduta di Costantinopoli, poco prima dell'assedio una prostituta afferma di essere in grado di prelevare oggetti dai forzieri e persino dai corpi umani senza penetrare gli involucri. Offre all'imperatore Costantino XI di uccidere il sultano Mehmed II, questi inizialmente è scettico, ma dopo aver avuto le prove dell'effettivo potere della donna accetta. Il piano fallisce perché misteriosamente la donna perde le sue capacità proprio il giorno precedente l'inizio della battaglia.
Era della crisidescrive il periodo di tempo successivo alla scoperta di Trisolaris e della sua civiltà, quando il blocco dei sofoni diventa noto. Yun Tianming è un giovane laureato malato terminale di cancro. Viene contattato da un suo ex-compagno di università divenuto miliardario che si ritiene in debito nei suoi confronti e gli dona una forte somma di denaro. Consapevole della propria fine imminente e non sapendo cosa farsene del denaro, decide di comprare una stella, DX3906 (messa in vendita dalle Nazioni Unite per finanziare la ricerca scientifica) per la sua collega Cheng Xin, di cui è profondamente innamorato fin dai tempi del college. Dopo aver realizzato il suo intento (rimanendo anonimo alla beneficiaria) decide di sottoporsi alla procedura di eutanasia. Cheng Xin è una scienziata che lavora al Progetto Risalita, che prevede di mandare una sonda verso la Flotta Trisolariana all'1% della velocità della luce usando la propulsione di mille bombe nucleari disseminate nelle prime fasi del tragitto. Le limitazioni tecniche fanno sì che l'idea di una sonda automatizzata venga presto scartata in favore di un essere umano ibernato, ma successivamente anche questa seconda ipotesi si rivela impossibile con la tecnologia umana. Pertanto Thomas Wade, direttore del progetto, decide di mandare esclusivamente un cervello umano. Il cervello deve possedere determinate caratteristiche e alla fine viene scelto Yun Tianming, che viene contattato proprio durante la procedura di eutanasia. Il giovane accetta e il suo cervello espiantato viene spedito nello spazio verso la Flotta Trisolariana, con la speranza che gli alieni possiedano la tecnologia per rianimarlo. Durante il lancio però un errore di detonazione di una delle bombe di accelerazione causa una deviazione della traiettoria della capsula e il conseguente fallimento del progetto, cosicché il cervello di Yun andrà alla deriva per sempre nello spazio. Dopo il lancio, Wade rivela a Cheng Xin che era stato proprio Yun a regalarle la stella, causando nella ragazza grande sconcerto. Nonostante il fallimento, Cheng Xin e Wade vengono ibernati come rappresentanti del Progetto Risalita, come da procedura, anche se questo è destinato ad essere dimenticato.
Era della deterrenzadescrive il periodo di pace e collaborazione tra le due civiltà, ottenuto grazie alla distruzione mutua assicurata minacciata da Luo Ji (alla fine del romanzo precedente), rivelando la posizione di Trisolaris. Lo stesso Luo Ji viene nominato Tiranno della spada, ovvero la persona capace di attivare il dispositivo di trasmissione. La Terra invita le due astronavi Età del Bronzo e Spazio Azzurro (fuggite dopo l'Ultima Battaglia) a rientrare in patria, facendo credere loro che saranno accolti da eroi, in quanto sopravvissuti allo scontro militare. L'Età del Bronzo rientra sulla Terra, ma i suoi membri vengono arrestati e processati per tradimento, tuttavia il comandante riesce a inviare un messaggio alla Spazio Azzurro per avvertirli che le promesse di perdono della Federazione Terrestre sono fasulle. La Federazione invia la nuovissima Gravity, equipaggiata con un dispositivo di trasmissione ad onde gravitazionali, coadiuvata da due gocce trisolariane per costringere i ribelli alla resa. Durante la marcia accadono eventi misteriosi a bordo della Gravity e i contatti tramite i sofoni vengono persi. Raggiunta l'età di 101 anni, Luo Ji è costretto a ritirarsi dalla posizione di Tiranno della Spada e l'umanità elegge Cheng Xin come suo successore. Avvenuto il passaggio di consegne del dispositivo di attivazione, le gocce trisolariane iniziano un devastante attacco che distrugge tutti i sistemi di trasmissione sulla Terra. Informata dell'attacco Cheng Xin decide di non attivare il dispositivo, non volendo la distruzione di Trisolaris e della Terra ad opera della foresta oscura cosmica. I trisolariani avevano correttamente previsto che Cheng Xin, a differenza di Luo Ji, era troppo gentile per sopportare una responsabilità di quel livello ed erano sicuri che di fronte ad un attacco non avrebbe attivato il dispositivo. Sofone, un androide rappresentante dei trisolariani, informa Cheng Xin che è stata per loro una fortuna che l'umanità abbia scelto lei, poiché se avesse scelto Wade non si sarebbero mai sognati di attaccare. Dopo la distruzione dei dispositivi di deterrenza i trisolariani, grazie alla minaccia delle gocce prendono il controllo del pianeta Terra. Contemporaneamente le due gocce nel cosmo attaccano anche la Gravity e la Spazio Azzurro.
Era post-deterrenzadescrive il periodo in cui i trisolariani preparano la Terra per il loro insediamento. Tutta l'umanità è costretta ad emigrare forzatamente in Australia, creando gravissimi problemi di sovrappopolazione e di approvvigionamento di risorse. L'intento finale dei trisolariani è quello di ridurre l'umanità ad una "riserva" di pochi milioni di abitanti. Cheng Xin e la sua assistente Ai AA vivono sotto la protezione di un aborigeno australiano di nome Fraisse, e dell'androide ambasciatore trisolariano che ha rispetto per loro. Nel frattempo la Gravity e la Spazio Azzurro vengono raggiunte dalle gocce trisolariane, che tuttavia improvvisamente si rivelano inefficienti. Questo perché l'equipaggio della Spazio Azzurro ha trovato durante il suo viaggio nell'universo delle "bolle" di universo tetradimensionale. Poiché un essere tetradimensionale in un universo tridimensionale ha la capacità di compiere azioni che per un essere tridimensionale sono assolutamente impossibili, come ad esempio entrare all'interno della goccia (interamente ricoperta con un guscio di un materiale indistruttibile a causa dell'elevatissima interazione forte) e manometterla. L'equipaggio della Spazio Azzurro si introduce nella più grande di queste "bolle" e ha un incontro ravvicinato con un artefatto che rivela di essere la tomba di una civiltà tetradimensionale preesistente e ora estinta. La bolla 4D decade in 3D in continuazione, distruggendo la materia al suo interno, rendendo inevitabile la completa distruzione della tomba. I due equipaggi, consapevoli di quello che è successo sulla Terra, decidono di inviare nel cosmo la trasmissione.
Era della trasmissionedescrive il periodo successivo alla trasmissione. I trisolariani abbandonano l'idea di colonizzare la Terra, convinti che entrambi i pianeti siano prossimi ad essere distrutti. Pochi anni dopo, una delle tre stelle di Trisolaris viene colpita da un fotoide, una particella di massa ridotta ma accelerata ad una velocità così prossima a quella della luce da rendere l'impatto con la stella devastante. L'intero pianeta viene incenerito dalla supernova derivante dall'impatto. Gli ultimi trisolariani rimasti sul pianeta Terra, tra cui il droide ambasciatore, concedono a Cheng Xin di parlare con Yun Tianming, il cui cervello è stato ritrovato e fatto rivivere in un corpo tramite clonazione. L'incontro tuttavia è sottoposto alla stretta censura dei trisolariani, che ammettono solo che i due si scambino dettagli personali e non informazioni sulla loro civiltà e sulla scienza. Durante l'incontro Yun Tianming racconta tre fiabe e prima di lasciarsi si danno appuntamento sulla stella che Yun Le aveva regalato. Cheng Xin comprende che le fiabe sono dei messaggi in codice. La decodifica di questi messaggi in codice porta alla realizzazione (solo teorica) di motori a curvatura. Per il genere umano si prospettano tre vie per sfuggire all'attacco di un fotoide. La prima è l'uso di astronavi a curvatura per lasciare il sistema solare. La seconda sfrutta il fatto che la tecnologia applicata di questi motori permette la realizzazione dei Domini Neri, ovvero zone del cosmo in cui la velocità della luce viene ridotta fino alla velocità di fuga di un pianeta, con la conseguenza di rendere invisibile un mondo agli occhi di un osservatore esterno. Il terzo piano prevede la realizzazione di strutture "schermate" dai pianeti esterni del Sistema Solare in modo da non risentire dell'eventuale esplosione del Sole se dovesse essere colpito da un fotoide. Viene scelto il terzo progetto e lo sviluppo dei propulsori a curvatura viene dichiarato illegale, Wade chiede a Cheng Xin di nominarlo a capo del suo vasto impero economico, in modo da avere le risorse necessarie per portare avanti tutte le ricerche. La giovane cinese, intenzionata ad ibernarsi, accetta ma solo a condizione che qualora le scoperte di Wade mettessero a repentaglio la sicurezza degli umani dovrà essere risvegliata e consultata, riservandosi la facoltà di bloccare l'operato di Wade.
Era del Bunkerdescrive il periodo in cui la maggior parte dell'umanità ha abbandonato la Terra per stabilirsi nei bunker, consistenti in città spaziali distribuite per il sistema solare e schermate dai pianeti esterni. Wade ha realizzato enormi progressi lavorando in clandestinità sulla propulsione a curvatura, tuttavia le sue ricerche vengono scoperte ed egli viene messo sotto assedio nella propria stazione spaziale. L'americano è pronto a resistere, avendo armato un piccolo esercito, ma in virtù della promessa fatta a Cheng Xin decide di risvegliare la scienziata, chiedendo di pronunciarsi sul proprio operato. Cheng Xin ordina immediatamente di arrendersi e Wade ubbidisce, venendo per questo giustiziato per i suoi crimini. Cheng Xin rientra in ibernazione ma viene svegliata nel momento dell'attacco della foresta oscura. Contrariamente a tutte le previsioni, l'attacco non consiste in un fotoide ma in un "proiettile" simile ad un intangibile foglio di carta. Quest'arma si rivelerà essere molto più devastante del fotoide che ha annientato i trisolariani, in quanto inizierà a far collassare lo spazio tridimensionale in bidimensionale, distruggendo tutto. Cheng Xin scopre che Wade era riuscito a portare a termine i suoi studi, realizzando un'astronave capace di viaggiare alla velocità della luce. Con quella nave riesce a fuggire verso la propria stella DX3906 mentre tutto il sistema solare collassa su se stesso.
Era galatticadescrive il viaggio di Cheng Xin e Ai AA, uniche superstiti dell'attacco alieno nel sistema solare. Cheng Xin e AA decidono di andare nel sistema della stella DX3906 che era stata donata a Cheng da Yun Tianming. La stella dista 286 anni luce ma il viaggio soggettivamente solo 52 ore. La stella ha due pianeti che chiamano Pianeta Azzurro e Pianeta Grigio. All’atterraggio su Pianeta Azzurro sono attese da Guan Yifan, un ingegnere civile della Gravity che spiega come gli equipaggi della Gravity e della Spazio Azzurro abbiano sviluppato la propulsione a curvatura e colonizzato diversi pianeti.  Guan Yifan invita le donne a tornare con lui sul pianeta dove vive ed esse accettano, tuttavia ci sono stati segni di attività aliena su pianeta grigio e Cheng Xin e Guan Yifan volano sul pianeta per investigare mentre AA rimane su pianeta azzurro in attesa di Yun Tianming che Cheng Xin spera la possa raggiungere li. Sul pianeta grigio Chen Xin e Guan Yifan trovano numerose Linee della morte, elementi di base di domini neri, lasciate da alieni definiti “azzeratori”. Guan Yifan spiega che nell’universo ci sono state e sono in corso infinite guerre che utilizzano i domini neri come sistemi di difesa ed armi basate sull’involuzione dimensionale come armi di distruzione. Queste ultime aree di involuzione dimensionale si espandono senza fine ed alla fine coinvolgeranno tutto l’universo. In origine l’universo era decadimensionale e la velocità della luce era pressoché infinita, ma nel corso del tempo le guerre galattiche hanno portato al collasso regioni di spazio costringendo le popolazioni a migrare mentre gli spazi polidimensionali sono progressivamente scomparsi. D’altra parte l’uso diffuso dei domini neri ha progressivamente ridotto la velocità della luce alla costante attuale. Mentre Cheng Xin e Guan Yifan tornano sul Pianeta Azzurro, AA li informa che Yun Tianming è arrivato ed ha portato un grande dono per Cheng. Cheng è felice all’idea di riunirsi a lui ma le Linee della morte improvvisamente si espandono forse innescate dall’atterraggio di Yun e convertono il sistema in un dominio nero. Come conseguenza la navetta di Cheng e Guan rimane bloccata in orbita attorno al pianeta azzurro e tutti i sistemi di controllo sono bloccati compresi quelli che permettono la sopravvivenza degli astronauti. Esiste un sistema neurale di emergenza ma è molto lento e Cheng e Guan si devono ibernare mentre si attiva. Il sistema alla fine si attiva ma rispetto alla superficie del pianeta azzurro sono passati 19 milioni di anni. Dopo l’atterraggio trovano a trenta metri di profondità i resti di un messaggio scolpito da AA e Yun che dice che hanno vissuto una vita felice insieme e che hanno lasciato un portale costruito con tecnica trisolariana che li conduce in un universo tascabile di un chilometro cubo situato fuori del tempo e che contiene una fattoria ideale gestita da robot. Sofone è presente ed attende al di fuori del tempo che il vecchio universo finisca e si verifichi un nuovo Big Bang. I due si stabiliscono nel mini universo e dopo alcuni anni ricevono un messaggio ripetuto in 15000000 lingue incluso un linguaggio terrestre e trisolariano che dice che i numerosissimi micro universi diffusi nel l’universo hanno sottratto un’enorme quantità di materia all’universo bloccando il ciclo di fine/rinascita e chiede che la materia sia restituita all’universo lasciando nel mini universo solo dei “ricordi”. Per quanto il mini universo in cui vivono rappresenti solo un’infinitesimale parte della massa sottratta Cheng Xin decide di smantellare il mini universo, riportare la massa sottratta attraverso il portale e (dopo aver identificato un posto dove possano sopravvivere) di rientrare nell’universo con Guan e Sofone lasciando nel miniuniverso ormai vuoto una scatola contenente un computer miniaturizzato che custodisce tutto quanto c’è da sapere sulle civiltà terrestre e trisolariana ed una sfera di vetro di un metro di diametro contenente un minimondo con un piccolo sole ed acqua, piante, pesciolini.

## Accoglienza
Il romanzo ha vinto il Premio Locus per il miglior romanzo di fantascienza ed è stato candidato al Premio Hugo, senza aggiudicarselo. Questi premi e queste nomine tuttavia sono stati assegnati solo a partire dal 2016, anno di pubblicazione del libro in lingua inglese.

## Edizioni
- Liu Cixin, Nella quarta dimensione, Oscar Fantastica, Arnoldo Mondadori Editore, 2018.